# Napalm A
Napalm A je lahko vnetljiva zmes iz natrijevega palmitata, želiranega bencina in drugih sestavin. Napalmske bombe so Američani uporabljali med vietnamsko vojno za požiganje džungle in polj.